# 1438
- Wikisource

| Calendário gregoriano                                                        | 1438 MCDXXXVIII                                      |
| Ab urbe condita                                                              | 2191                                                 |
| Calendário arménio                                                           | 887 – 888                                            |
| Calendário bahá'í                                                            | -406 – -405                                          |
| Calendário budista                                                           | 1982                                                 |
| Calendário chinês                                                            | 4134 – 4135 Início a 26 de janeiro (aproximadamente) |
| Calendário copta                                                             | 1154 – 1155                                          |
| Calendário etíope                                                            | 1430 – 1431                                          |
| Calendários hindus - Vikram Samvat - Calendário nacional indiano - Cáli Iuga | 1493 – 1494 1359 – 1360 4538 – 4539                  |
| Calendário Holoceno                                                          | 11438                                                |
| Calendário islâmico                                                          | 842 – 843                                            |
| Calendário judaico                                                           | 5198 – 5199                                          |
| Calendário persa                                                             | 816 – 817                                            |
| Calendário rúnico                                                            | 1688                                                 |
| Calendário solar tailandês                                                   | 1981                                                 |

1438 (MCDXXXVIII, na numeração romana) foi um ano comum do século XV do Calendário Juliano, da Era de Cristo, e a sua letra dominical foi E (52 semanas), teve início a uma quarta-feira, terminou também a uma quarta-feira.
| Ano completo                        |
| ----------------------------------- |
| Ano comum com início à quarta-feira |

## Eventos

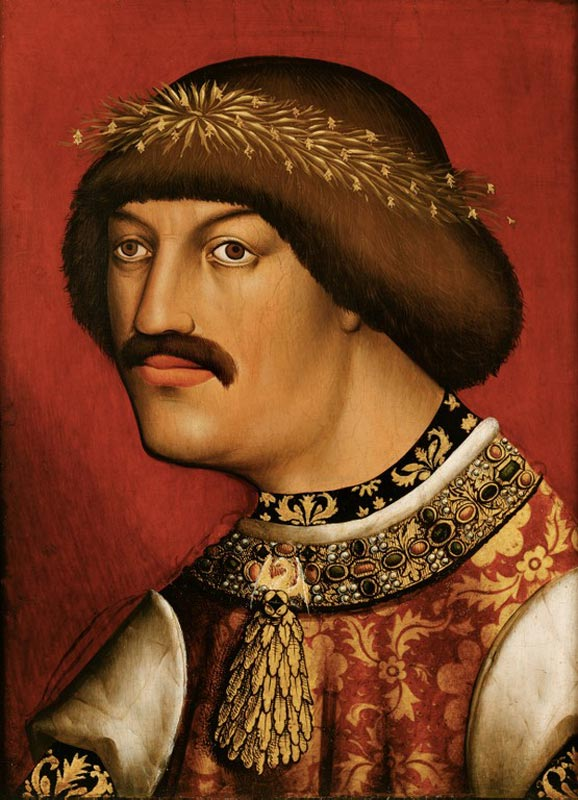
1 de Janeiro: Alberto II de Habsburgo torna-se Rei da Hungria.

- 1 de janeiro - Alberto II de Habsburgo torna-se Rei da Hungria.
- 18 de março - Alberto II de Habsburgo torna-se Rei da Alemanha.
- Criação da freguesia da Sé.
- Construção da Capela de Nossa Senhora do Calhau, ilha da Madeira.
- Canato de Kazan se separa da Horda Dourada.
- Fundação do Império Inca (Tawantinsuyu) sob a liderança do Inca Pachacuti.

## Nascimentos
- Andrea di Francesco di Cione, conhecido como Andrea del Verrocchio.

## Mortes
- 13 de Setembro - Rei Duarte de Portugal (de peste).